# Euploea blossomiae
Euploea blossomiae är en fjärilsart som beskrevs av Gustaaf Hulstaert 1931. Euploea blossomiae ingår i släktet Euploea och familjen praktfjärilar. Inga underarter finns listade i Catalogue of Life.